# Wilton Center
Wilton Center – jednostka osadnicza w Stanach Zjednoczonych, w stanie Connecticut, w hrabstwie Fairfield.